# Generalsekretariat des Rates der Europäischen Union

Logo des Generalsekretariats des Rates der Europäischen Union

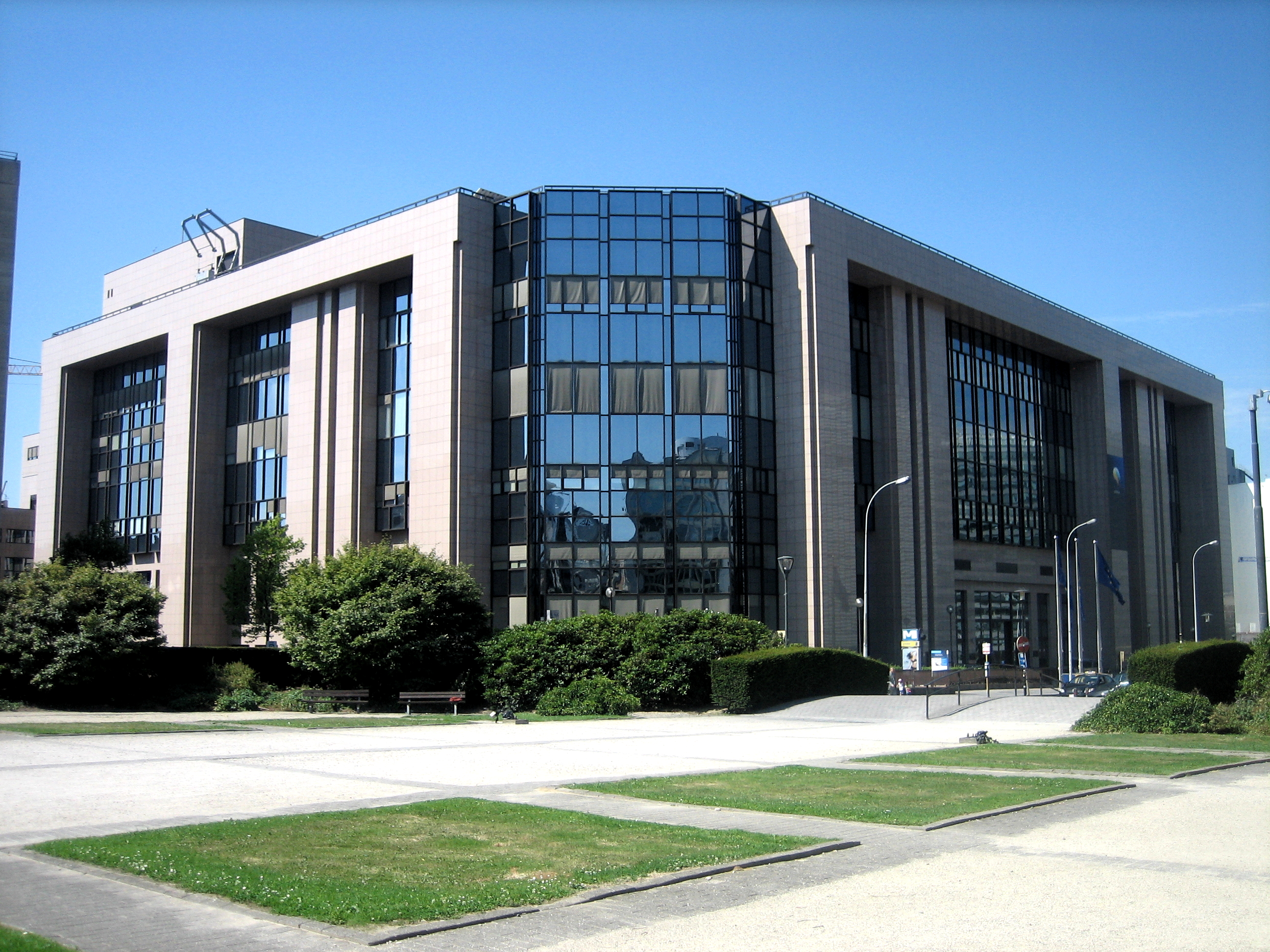
Das Justus-Lipsius-Gebäude in Brüssel, der Hauptsitz des Generalsekretariat des Rates

Das Generalsekretariat des Rates der Europäischen Union (kurz Ratssekretariat) wurde eingerichtet, um den Rat der Europäischen Union, seinen Präsidenten, den Europäischen Rat und dessen Präsidenten zu unterstützen. Das Generalsekretariat wird von einem Generalsekretär geleitet, der vom Rat für eine im Einzelfall festgelegte Funktionsperiode mit qualifizierter Mehrheit ernannt wird. Seit November 2022 wird dieses Amt von der französischen Juristin Thérèse Blanchet ausgeübt. 
Das Ratssekretariat im Justus-Lipsius-Gebäude in Brüssel (Belgien) beschäftigt rund 2500 Mitarbeiter. Seine Aufgaben umfassen die Koordinierung der Arbeit des Rates und des Europäischen Rates, insbesondere die Gewährleistung von Kohärenz bei der Umsetzung der jeweiligen Präsidentschaftsprogramme. Dies reicht von der praktischen Organisation, etwa der Bereitstellung von Dolmetscherdiensten und der Anfertigung von Protokollen, bis zur rechtlichen und politischen Beratung der halbjährlich wechselnden Ratspräsidentschaft. Auch bei den Regierungskonferenzen, mit denen die EU-Mitgliedstaaten mögliche Reformen des EU-Vertrags vorbereiten, spielt das Ratssekretariat eine wichtige Rolle bei der Beratung der Mitgliedstaaten und der Protokollierung von Ergebnissen.

## Geschichte
Das Ratssekretariat wurde mit dem EGKS-Vertrag eingerichtet, um den EGKS-Ministerrat (später Rat der Europäischen Union) und seinen Präsidenten zu unterstützen. Zunächst erfüllte es nur reine Organisationsfunktionen; später wurden darin jedoch auch die Sekretariate für die Europäische Politische Zusammenarbeit, das Schengener Abkommen und die Westeuropäische Union integriert, sodass das Generalsekretariat an Bedeutung gewann.
Auch in der mit dem Vertrag von Maastricht geschaffenen Gemeinsamen Außen- und Sicherheitspolitik hat das Ratssekretariat eine besondere Funktion, da die Mitgliedstaaten in diesem Politikfeld der Europäischen Kommission kaum supranationale Kompetenzen zugestanden haben. Aus diesem Grund war auch das mit dem Vertrag von Amsterdam 1999 geschaffene Amt des Hohen Vertreters für die GASP mit dem Amt des Generalsekretärs verbunden.
Durch den Vertrag von Lissabon wurden die beiden Ämter ab 1. Dezember 2009 jedoch wieder voneinander getrennt. Für die Koordinierung der GASP wurde ein eigenständiger Europäischer Auswärtiger Dienst eingerichtet, der sich aus Personal der EU-Mitgliedstaaten, der Delegationen der Europäischen Kommission und des Ratssekretariats zusammensetzt.

## Liste der Generalsekretäre
| Name                     | Herkunft    | Amtsantritt   | Ende der Amtszeit |
| ------------------------ | ----------- | ------------- | ----------------- |
| Christian Calmes         | Luxemburg   | 9. Sep. 1952  | 14. Juni 1973     |
| Nicolas Hommel           | Luxemburg   | 1. Juli 1973  | 7. Okt. 1980      |
| Niels Ersbøll            | Dänemark    | 8. Okt. 1980  | 31. Aug. 1994     |
| Jürgen Trumpf            | Deutschland | 1. Sep. 1994  | 17. Okt. 1999     |
| Javier Solana            | Spanien     | 18. Okt. 1999 | 30. Nov. 2009     |
| Pierre de Boissieu       | Frankreich  | 1. Dez. 2009  | 26. Juni 2011     |
| Uwe Corsepius            | Deutschland | 26. Juni 2011 | 30. Juni 2015     |
| Jeppe Tranholm-Mikkelsen | Dänemark    | 1. Juli 2015  | 30. Apr. 2022     |
| Thérèse Blanchet         | Frankreich  | 1. Nov. 2022  | 31. Okt. 2027     |